# 银鹭食品集团

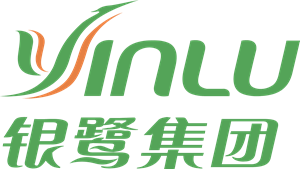
银鹭logo

厦门银鹭食品集团有限公司、简称银鹭食品集团（英語：Yinlu Foods）是一家中国食品公司，总部位于福建厦门，主要生产罐头食品、饮料、八宝粥等。

## 历史
1985年厦门市马塘村陈清水、陈清渊兄弟等6位青年创建同安县新圩兴华罐头厂，成为银鹭的前身。1990年获得黄福华投资成立厦门同茂食品罐头有限公司，2000年改名为银鹭食品集团。
2011年雀巢公司斥资15亿元收购其60%股份。2017年4月和2018年6月分别完成20%的收购，变为雀巢全资子公司。
2020年11月25日，雀巢宣布同意向food wise有限公司出售银鹭八宝粥和花生牛奶在中国的业务。food wise背后控股方为银鹭创始人陈清水家族。雀巢不再是银鹭股东。